# Taleporia defoliella
Taleporia defoliella is een vlinder uit de familie zakjesdragers (Psychidae). De wetenschappelijke naam van deze soort is voor het eerst geldig gepubliceerd in 1895 door Constant.
De soort komt voor in Europa.